# Chilkov (cheval)
Pour les articles homonymes, voir Chilkov.
Le Chilkov (russe : Tchilkovskaïa) est une race de chevaux russe, originaire de la région du Baïkal en république de Bouriatie. Issu du Bouriate et sélectionné au haras de Chilkovski, le Chilkov a connu deux types, un ancien et un moderne. La race est désormais probablement éteinte, bien que la survie potentielle de quelques sujets soit évoquée. Le Chilkov servait à la fois de cheval de selle, de traction, et de transport. 

## Histoire
Le nom international renseigné est « Chilkov »,. 
D'après la base de données DAD-IS, la race trouve ses origines au XVIIe siècle, dans des croisements entre le Bouriate et des chevaux de traction lourde. L'encyclopédie de CAB International (2016) indique qu'il s'agit là de l'ancien type de la race ; un plus moderne est issu de croisements entre le Bouriate, le Pur-sang, et le trotteur d'Orlov.
Le Chilkov trouve ses origines dans le fameux haras de Chilkovski, qui détenait un groupe d'environ 1 000 têtes, atteignant une taille de 1,55 m.

## Description
CAB International indique une fourchette de taille de 1,37 m à 1,47 m. L'ancien type de la race est plus petit.
La couleur de robe est unie.

## Utilisations
Le Chilkov est polyvalent, car il servait à la fois de cheval de selle, de cheval de trait, et pour le transport.

## Diffusion de l'élevage
La race provient de la république de Bouriatie, et plus précisément des Monts Baïkal.
Le Chilkov est classé par DAD-IS (2018) comme race locale russe. Les données de population les plus récentes, datées de 2006, indiquent un effectif nul. L'étude menée par l'Université d'Uppsala, publiée en août 2010 pour la FAO, signale le Chilkov comme race de chevaux locale européenne éteinte. 
En revanche, CAB International signale la survie de représentants de l'ancien type de la race, dans des régions où l'adaptation des chevaux croisés à l'environnement était trop difficile. L'édition de 2002 de leur encyclopédie indique la race Chilkov comme « rare ».